# Kawanehon
Kawanehon (川根本町?) è una cittadina giapponese della prefettura di Shizuoka.